# Lego Mars Mission
LEGO Mars Mission er en produktlinje produceret af den danske legetøjskoncern LEGO, der handler om udforskning af Mars. Det blev solgt fra 2007 til 2009 som et undertema til Lego Space, og det indeholder astronauter, rumvæsner og højteknologiske maskiner. Det er også inspireret af serien Lego Life on Mars fra 2001. Det er blevet citeret som at "levere resultater på niveau med nogle af de stærkeste lege-temaer i Legos historie."